# Glazenap (cráter)

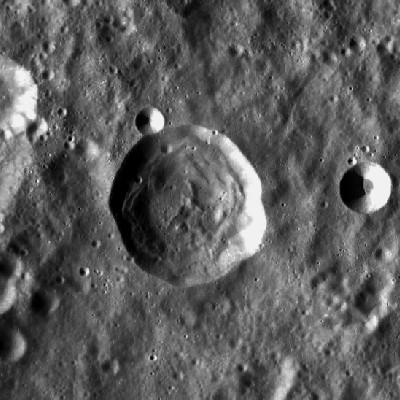
Fotografía de la misión LRO

Glazenap es un cráter de impacto que se encuentra en la cara oculta de la Luna, situado al sursudoeste de las paredes de la enorme llanura amurallada del cráter Mendeleev, y al noroeste del cráter Pannekoek.
|  |  |

Este cráter es casi circular, y no ha sido erosionado significativamente, aunque un pequeño cráter se atraviesa el brocal de Glazenap en su borde noroeste. El material suelto depositado a lo largo de las paredes interiores se ha acumulado en un talud que ocupa un anillo que rodea la base de la plataforma interior del cráter.

## Cráteres satélite
Por convención, estos elementos se identifican en los mapas lunares poniendo la letra en el lado del punto medio del cráter que está más cerca de Glazenap.
|          | \| Glazenap \| Coordenadas \| Diámetro \| \| -------- \| ----------------------------- \| -------- \| \| E \| 1°24′S 139°00′E / -1.4, 139.0 \| 14 km \| \| F \| 1°30′S 139°42′E / -1.5, 139.7 \| 11 km \| \| P \| 5°00′S 136°00′E / -5.0, 136.0 \| 57 km \| \| S \| 2°00′S 134°18′E / -2.0, 134.3 \| 28 km \| \| V \| 0°36′S 136°00′E / -0.6, 136.0 \| 22 km \| |          |
| Glazenap | Coordenadas | Diámetro |
| E        | 1°24′S 139°00′E / -1.4, 139.0 | 14 km    |
| F        | 1°30′S 139°42′E / -1.5, 139.7 | 11 km    |
| P        | 5°00′S 136°00′E / -5.0, 136.0 | 57 km    |
| S        | 2°00′S 134°18′E / -2.0, 134.3 | 28 km    |
| V        | 0°36′S 136°00′E / -0.6, 136.0 | 22 km    |